# Velvet (canción de Savoy)
«Velvet» es una canción de Savoy, banda de Paul Waaktaar-Savoy, de su primer álbum, "Mary Is Coming". La versión de Savoy fue lanzada como sencillo en los EE. UU., pero fue tocada escasamente como airplay.
La versión de "Velvet" por a-ha sustituye la guitarra de Savoy con un sitar. Su versión se transformó en el Tercer Sencillo de Minor Earth Major Sky. Fue lanzado por las estaciones radiales de Alemania (y en otros países europeos como Suecia, Suiza y Holanda) en septiembre de 2000 y fue lanzado en tiendas alemanas el 6 de noviembre (una semana después en otras partes de Europa). Originalmente, "The Sun Never Shone That Day" iba a ser lanzado en Noruega en lugar de "Velvet", pero posteriormente se decidió que "Velvet", también sería lanzado en Noruega.
- Ventas mundiales:300 000

## Lista de canciones
1. «Velvet» (Versión radial)
2. «Velvet» (De-Phazz Mix)
3. «Velvet» (Millennia Nova Max)
4. «Velvet» (New York City Mix)
5. «Velvet» (Alabaster Mix)
6. «Velvet» (Stockholm Mix)mezclados por
7. «Velvet» (Versión del Álbum)
8. «Velvet» Bonus Track: Enhanced Video (director's cut - licking version)

- Tracks 1 & 7 mezclados por Niven Garland
- Track 2 mezclados por Pit Baumgartner
- Track 3 mezclados por Millennia Nova
- Track 4 mezclados por John Agnello
- Track 5 mezclados por Hakan Wollgaard
- Track 6 mezclados por Palaar Suna
- Video director Harald Zwart

- Datos: Q1799170